# Microtoena
Microtoena  é um gênero botânico da família Lamiaceae

## Espécies
Formado por 22 espécies:
Microtoena affinis Microtoena albescens Microtoena bhutanica
Microtoena coreana Microtoena esquirolii Microtoena insuavis
Microtoena longisepala Microtoena maireana Microtoena megacalyx
Microtoena miyiensis Microtoena mollis Microtoena muliensis
Microtoena nepalensis Microtoena omeiensis Microtoena patchoulii
Microtoena pauciflora Microtoena siamica Microtoena stenocalyx
Microtoena subspicata Microtoena tenuiflora Microtoena vanchingshanensis
Microtoena wardii